# 台灣電力公司
台灣電力公司，簡稱台電，是臺灣規模最大的電力公司，為中華民國經濟部管理之國營事業機構，也是台灣電力能源政策的執行單位，負責臺灣本島、澎湖群島、金門和馬祖列島的電力供應。在1995年中華民國政府實施「電力自由化」之前，台電負責所有的發電和輸電、配電；開放民間興建發電廠之後，民間電廠所發出的電力均由台電購入。
至2016年為止，台電共有11座水力發電廠、11座火力發電廠、3座營運中核能發電廠及1座封存中核能發電廠，發電裝置總容量為4,213.25萬瓩，發電量2,257.92億度。其中火力發電量占比達79.9%，其中燃煤36.9%、燃油4.4%、燃氣36%、汽電共生2.6% （不含垃圾及沼氣），再生能源占比為5.1%（含水力及汽電共生中之垃圾及沼氣），抽蓄水力1.5%，核能為13.5%。

## 歷史

### 背景
臺灣電力產業之肇始，起於清光緒14年（1888年），由臺灣巡撫劉銘傳於臺北創立之「興市公司」，委請丹麥技師裝置小型蒸氣燃煤發電機，以低壓供應照明為主；雖為時僅月餘，但實為臺灣自辦電業之始，並為臺灣電力事業的開端。

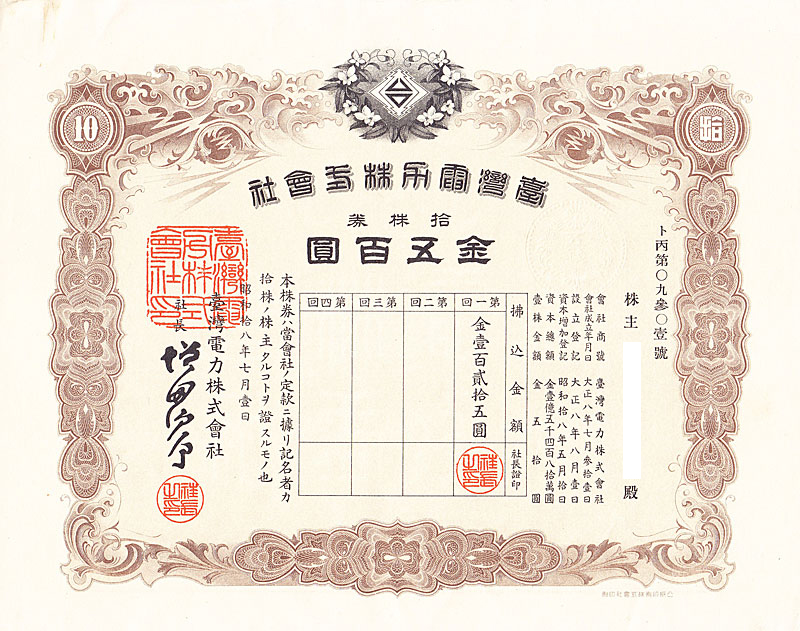
台灣電力株式會社股票

日本統治台灣後，於明治37年（1904年）在臺北郊區的新店龜山完成龜山水力發電廠（1943年廢止，1941年建新電廠（今 桂山發電廠）取代），為臺灣水力發電之始。而在明治44年（1911年）時，台灣總督府已特許民間企業在部分地區經營電力事業，一度出現十多家「電燈株式會社」，但仍無法滿足臺灣民眾的需電量，故需有一大型電力公司進行電力開發與配置。台灣總督府本擬將此計劃官營，但由於戰爭因素，財政匱乏而受阻。後來本計劃將此事業交予民營，但考量若以民營則須有官方補助，當時政府考量民營難以實現，遂作罷。大正7年（1919年），時任台灣總督明石元二郎以官民合營方式，於7月31日成立「台灣電力株式會社」，而創辦資金3千萬日圓中，總督府出資4成、日本企業出資6成。本社位於總督府正後方，即今法務部博愛大樓所在地。台灣電力株式會社成立後，於同年著手進行日月潭水力電氣工事，完工後，在臺灣西部建造貫通南北之154kV一次輸電幹線與四所一次變電所（台北、霧峰、嘉義、高雄）和兩所一次開閉所（新竹、山上）、以及二次輸電線（11、33、66kV）與二次變電所，將台灣西部與東部宜蘭原來各自為政、互不相聯的小範圍之系統連接起來，成為以日月潭發電所為電源中心的最完整之西台灣電力系統，將日月潭電力送到台灣南北各角落，並在20世紀40年代左右，逐漸將眾多小型電力公司收買合併。至日治末期的昭和19年（1944年），全臺灣電力系統的總裝置容量達到32萬瓩。在整個日治時期中，台灣電力株式會社、台灣銀行株式會社和台灣拓殖株式會社並稱「三大國策會社」。

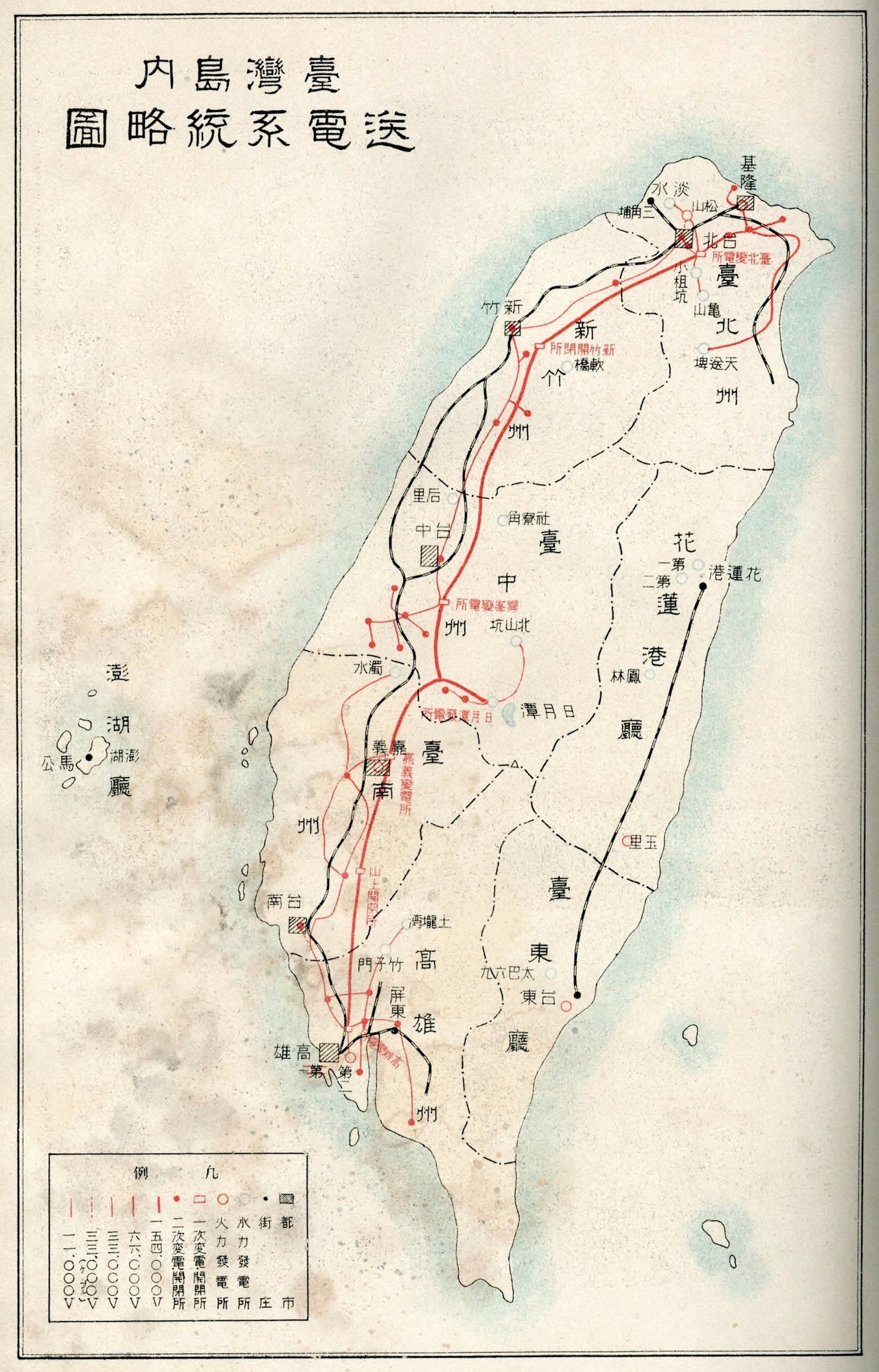
昭和9年（1934年）日月潭水力發電工程竣工後之台灣電力輸電系統略圖

### 發展歷程
二次大戰後，台灣進入中華民國時代，中華民國政府接收台灣電力株式會社，並於民國35年（1946年）5月1日將其改組為「台灣電力公司」，並採用右任題字作為公司名稱之標準字。當時全臺灣電力系統總裝置容量為27.5萬瓩，但因受戰火破壞，可用電力僅為3.3萬瓩；經過多年復建，台電的發電裝置總容量達到36.3萬瓩，主要以水力發電為主。之後隨著台灣經濟的快速發展，台電遂開始實施長期電源開發計畫，並著手建立現代化電力系統，加強興建輸電網絡。自民國51年（1962年）起，火力發電量首度超過水力，最高時更達到百分之77.2。但隨著1970年代的兩次全球性石油危機的影響，台電開始進行發電來源多元化政策，並開始建置核能發電廠。
中華民國政府於臺灣電業之發展沿革可劃分為如下六個時期：
接管修復時期（民國34年至42年）：水力為主
民國35年5月1日台灣電力公司成立。民國42年，裝置容量36.3萬瓩，水力發電占93.7％，火力發電占6.3％，發電設備以「水力為主」，並由機電處負責後續修復工作，進行第一期修復工程，從圓山發電所移設相同型式的三台單相7MVA變壓器，供日月潭第一發電所第4台2萬瓩發電機恢復供電，並修復該所及第二(鉅工)發電所部分雙母線，修整補換鐵塔，恢復南北幹線一統為140kV系統供電，同時將最早從萬大移設之三相11/110kV 20MVA主變引接到萬大-鉅工110KV線上，匯集萬大發電，利用也是萬大移來鉅工之110/140kV 35MVA聯絡變壓器(原為日人興建154KV東西聯絡輸電線時，供萬大機組11/110kV主變，升壓154kV之用)升壓併入140kV系統。 
民國40年11月完成東西聯絡輸電線東起銅門，西達霧社之萬大發電所，的66kV輸電線，線路長達44公里
初步擴充時期（民國43年至54年）：水火並重

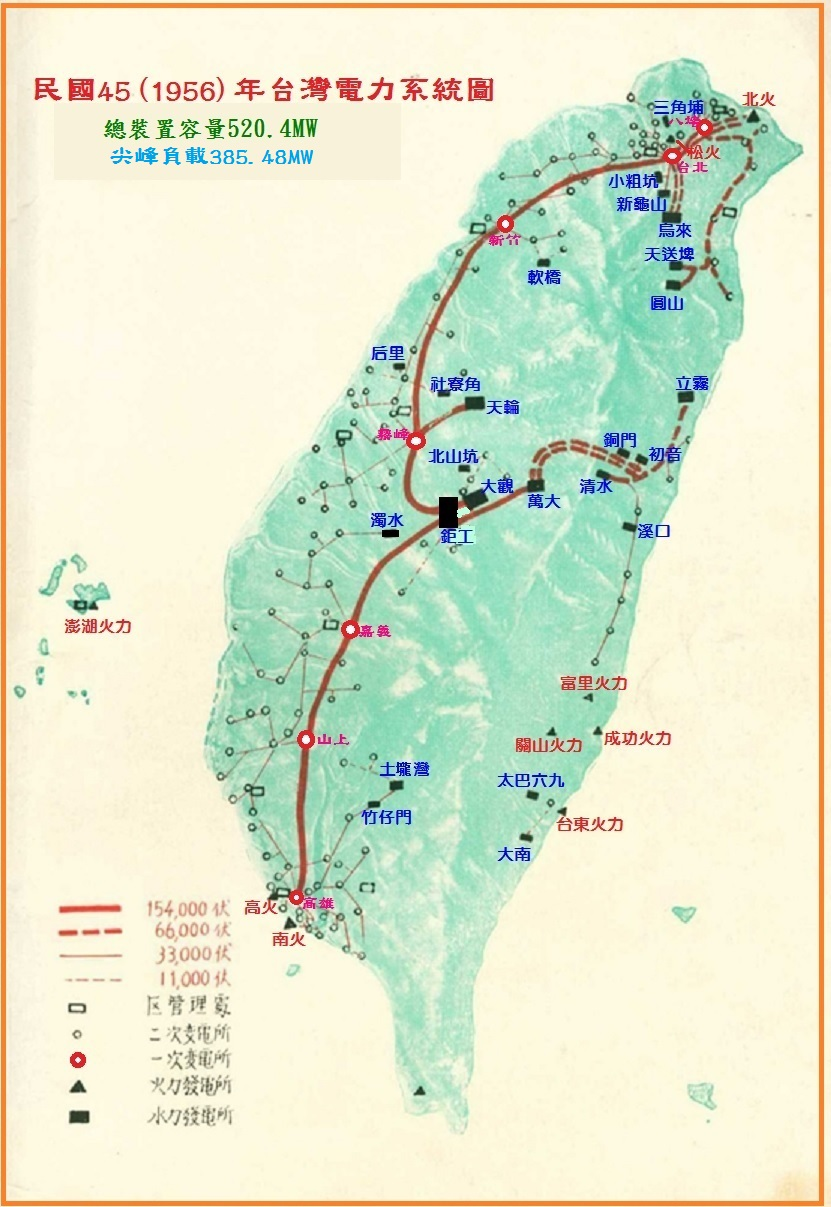
民國45年（1956年）一次系統全面回復154kV之台灣電力系統圖，總裝置容量520.4MW

民國45年，美援資金導入台電，主線140kV電力系統提升回復日治時期的154kV，
自民國51年起，火力發電量首度超過水力，使電力系統由以往之「水力為主」進入「水火並重」時期。
火力高度開發時期（民國55年至63年）：火主水從
民國50年代中期以後，臺灣工業迅速起飛，用電量劇增，台電公司乃開發大容量高效率之火力，電力系統由「水火並重」進入「火力為主，水力為輔」時期。 在輸變電系統方面，完成全長330回線公里之345千伏(345kV)超高壓輸電線路，以提升輸電容量及穩定供電系統，民國59年起，一次系統電壓154kV提升為161kV運轉，二次系統33、66kV提升為69kV，配電系統3.45kV改為11.4kV，同時可以降低當時線路損失估計約2千萬度，增加無效電力約2.5萬乏，並解決部分地區電壓偏低現象。
核能發電發展時期（民國64年至74年）：能源多元化
民國63年及69年，為因應石油危機後之能源情勢，政府能源政策改採發電來源多元化政策。一方面推展核能發電，至74年先後完成三座核能發電廠，裝置容量達514.4萬瓩，同時繼續引進大容量高效率火力機組，電力系統因核能電廠加入而進入「能源多元化」時期。
促進電力供需平衡時期（民國75年至82年）：需求面管理
民國75年至79年間，備用容量漸感不足，故本時期除適時興建大型火力、開發優良水力外，乃積極推行時間電價、可停電力、節約用電，並鼓勵汽電共生發電等，力求電力供需平衡，電力系統進入「需求面管理」時期。
開放發電業時期（民國83年至95年）：開放民間經營發電業
民國80年代起，電業自由化逐漸蔚為全球風潮。由於國內用電迅速成長，電源開發因地狹人稠而日益艱難，政府乃順應世界潮流，開放民間興建電廠以加速電源開發，台灣發電市場進入「開放發電業」時期。
節能減碳時期（民國96年至110年）：
自民國95年起，國際化石燃料價格大漲，嚴重衝擊電業的經營環境。臺灣自產能源缺乏，為確保電力事業永續發展，在供給面發展低碳電力，在需求面全力推動節約用電及提升用電效率。至此，臺灣電業市場進入「節能減碳」時期。
過渡期(民國111迄今)
自民國111年起，為了推動綠能發電，將僅存的核能都關閉，以火力發電為主，綠能為輔。

### 大事年表
- 1946年5月1日，台灣電力株式會社正式改組為台灣電力股份有限公司。
- 1965年10月9日，台灣電力公司之股票公開發行。
- 1978年12月10日，台灣第一座核能發電廠核一廠一號反應爐開始商業運轉。
- 1993年，台灣電力公司購發電量突破1,000億度。

- 2014年4月24日，行政院為化解民眾疑慮，宣布封存核四廠[2]。

## 組織
- 監察人（3名）
- 董事會（董事15名，其中常務董事5名）
- 董事長
  - 總經理
    - 副總經理（8名）
      - 專業總工程師（5名）

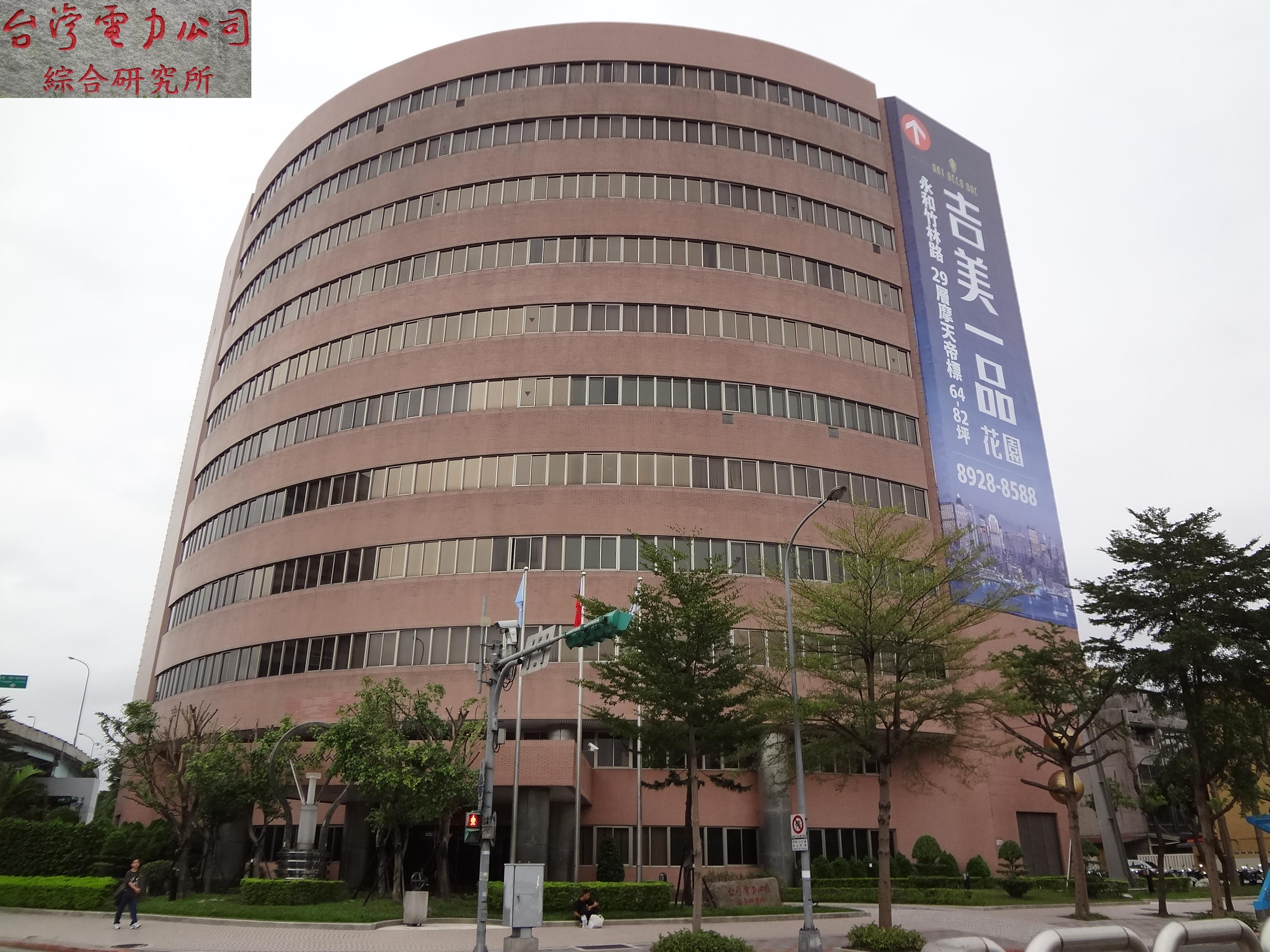
綜合研究所

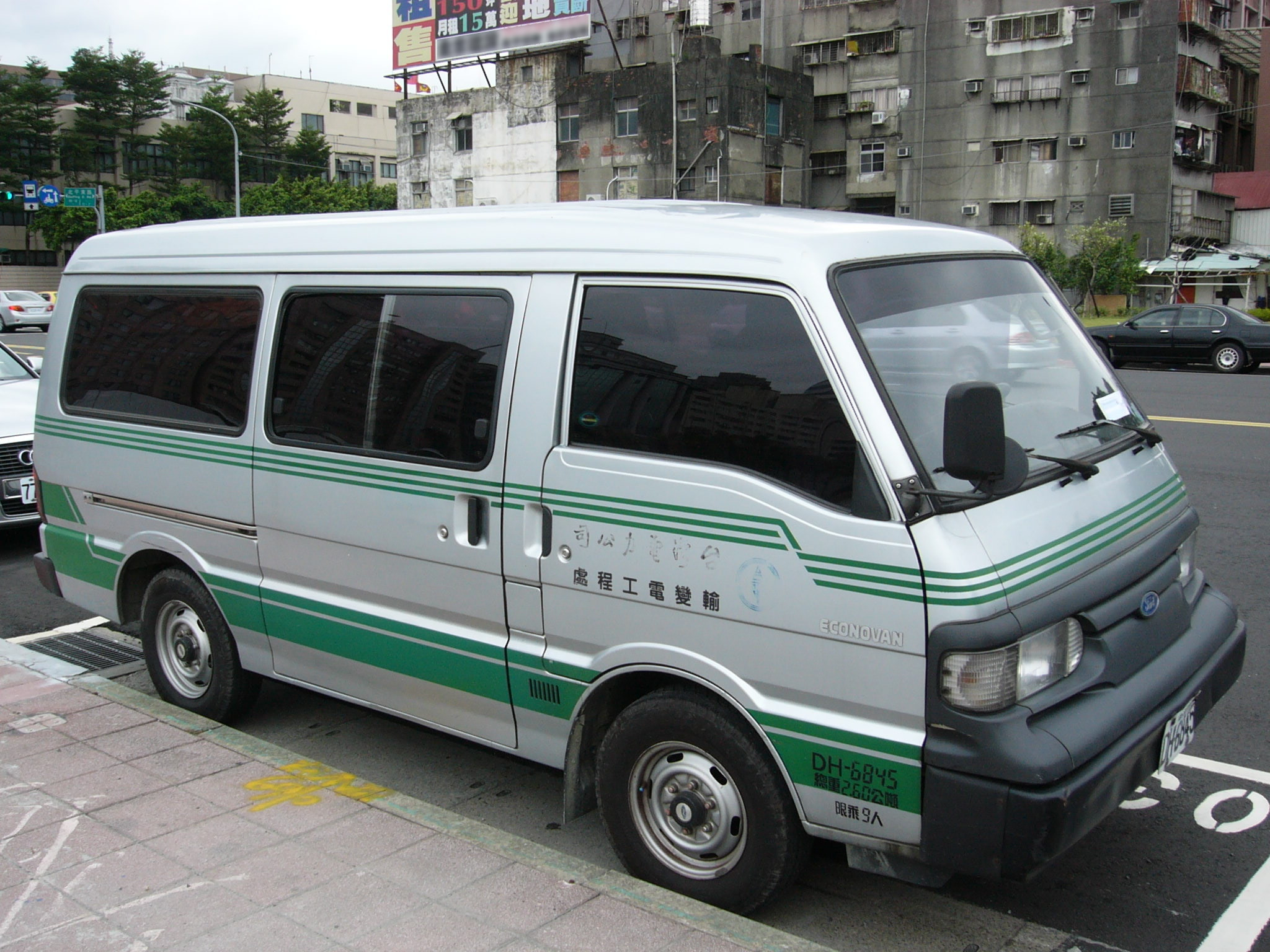
輸變電工程處公務車

| - 委員會 - 財務處 - 營建處 - 資訊系統處 - 系統規劃處 - 業務處 - 配電處（下轄各區營業處） - 燃料處 - 材料處 - 發電處（下轄各水火力發電廠） - 供電處（下轄各區域調度中心及各供電區營運處） - 電力調度處（下轄北高中央調度中心） - 電源開發處 - 核能發電處 - 核能安全處 - 核能技術處 - 工業安全衛生處 - 環境保護處 - 公眾服務處 - 秘書處 - 企劃處 - 人力資源處 - 會計處 - 政風處 - 法律事務室 - 新事業開發室 | - 綜合施工處 - 綜合研究所 - 核能後端營業處 - 核能火力發電工程處（下轄北部、中部、南部、協和施工處） - 輸變電工程處（下轄北區、中區、南區施工處） - 再生能源處 - 電力修護處（下轄中部、南部分處） - 電力通信處 |

### 供電區營運處
| 供電區     | 區域調度中心                       | 範圍                                   |
| ---------- | ---------------------------------- | -------------------------------------- |
| 臺北供電區 | 基隆區域調度中心、臺北區域調度中心 | 基隆市、新北市、臺北市、宜蘭縣         |
| 新桃供電區 | 新竹區域調度中心                   | 桃園市、新竹縣、新竹市、苗栗縣         |
| 臺中供電區 | 臺中區域調度中心                   | 臺中市、南投縣、彰化縣                 |
| 嘉南供電區 | 新營區域調度中心                   | 雲林縣、嘉義縣、嘉義市、澎湖縣、臺南市 |
| 高屏供電區 | 高雄區域調度中心                   | 高雄市、屏東縣                         |
| 花東供電區 | 鳳林超高壓變電所兼區域調度業務     | 花蓮縣、臺東縣                         |

### 區營業處

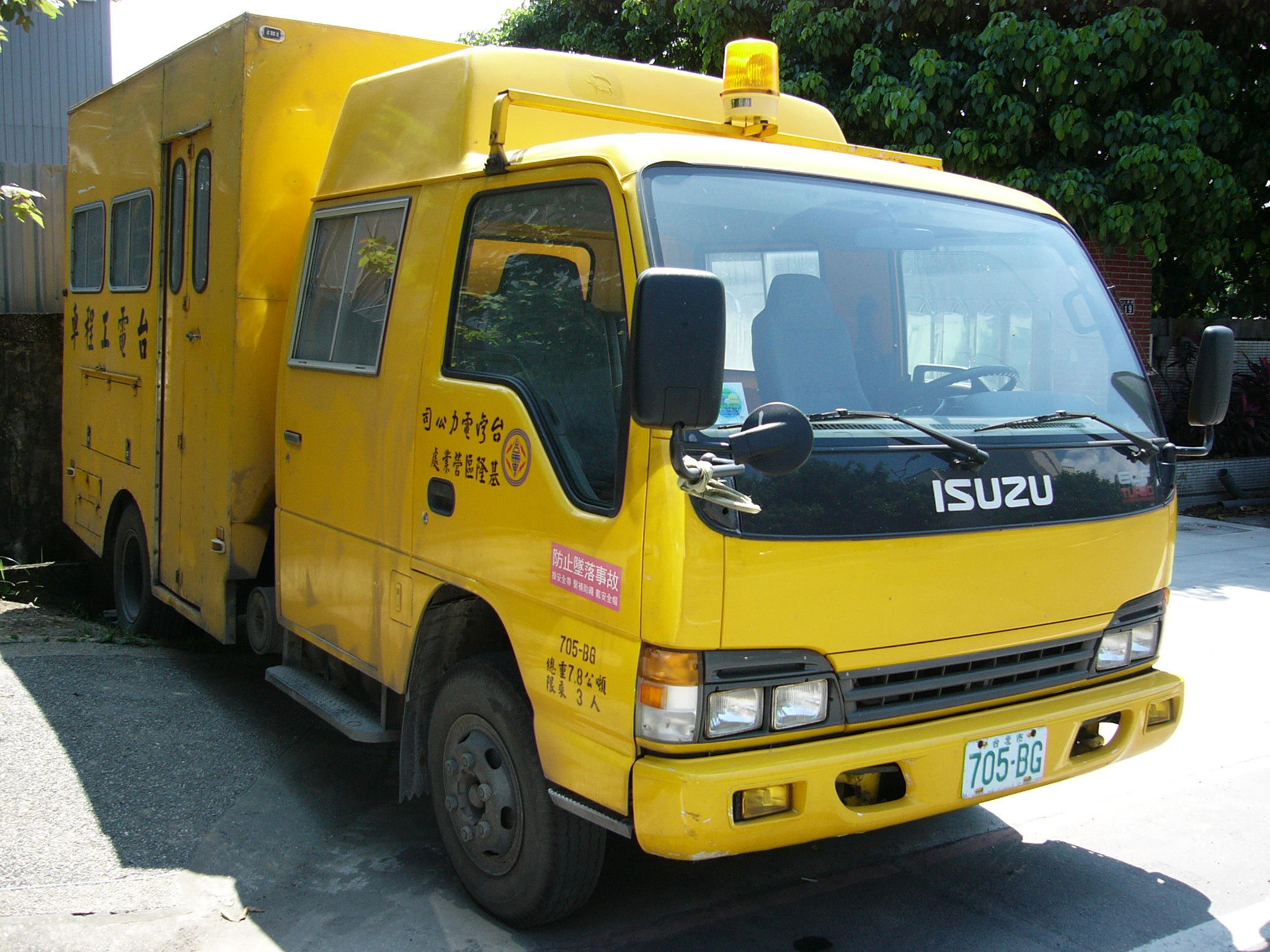
基隆區營業處工程車

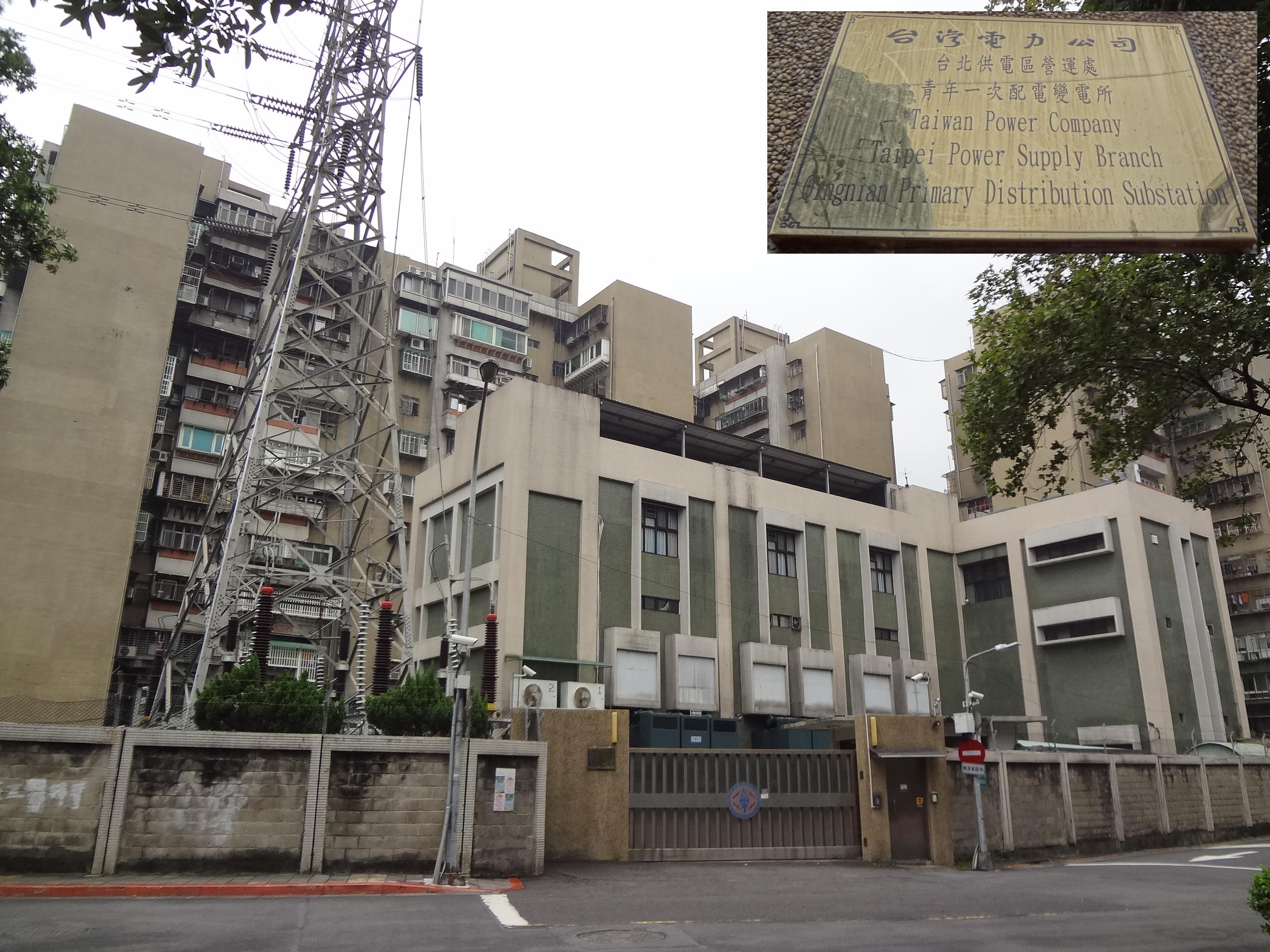
台北供電區營運處青年一次配電變電所

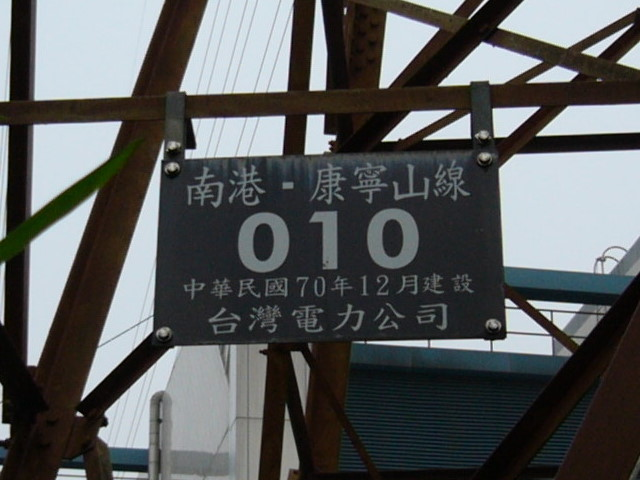
輸電鐵塔

| 分區     | 配電調度中心     | 範圍 |
| -------- | ---------------- | --- |
| 基隆區   | 基隆配電調度中心 | 含基隆市全部 含新北市瑞芳區、金山區、石門區、萬里區、貢寮區、雙溪區、平溪區 |
| 臺北市區 | 北市配電調度中心 | 含臺北市中正區、大同區、中山區、大安區、萬華區、松山區、信義區 |
| 臺北南區 | 北南配電調度中心 | 含臺北市文山區 含新北市板橋區、永和區、中和區、土城區、新店區、深坑區、石碇區、坪林區、烏來區 |
| 臺北北區 | 北北配電調度中心 | 含臺北市士林區、北投區、內湖區、南港區 含新北市汐止區、淡水區、三芝區 |
| 臺北西區 | 北西配電調度中心 | 含新北市新莊區、三重區、蘆洲區、五股區、八里區、林口區、泰山區、樹林區、鶯歌區、三峽區 |
| 桃園區   | 桃園配電調度中心 | 含桃園市全部 |
| 新竹區   | 新竹配電調度中心 | 含新竹市、新竹縣全部 |
| 苗栗區   | 苗栗配電調度中心 | 含苗栗縣全部 臺中市大甲區日南地區 |
| 臺中區   | 臺中配電調度中心 | 含臺中市（霧峰區、大甲區日南地區除外） |
| 南投區   | 南投配電調度中心 | 含南投縣全部 含臺中市霧峰區、大里區大里溪以南側 |
| 彰化區   | 彰化配電調度中心 | 含彰化縣全部 |
| 雲林區   | 雲林配電調度中心 | 含雲林縣全部 |
| 嘉義區   | 嘉義配電調度中心 | 含嘉義縣、嘉義市全部 |
| 新營區   | 新營配電調度中心 | 含臺南市官田區、麻豆區、學甲區、北門區、新營區、後壁區、白河區、東山區、六甲區、下營區、柳營區、鹽水區、大內區                                                                                   |
| 臺南區   | 臺南配電調度中心 | 含臺南市中西區、東區、南區、北區、安平區、安南區、永康區、歸仁區、新化區、左鎮區、玉井區、楠西區、南化區、仁德區、關廟區、龍崎區、佳里區、西港區、七股區、將軍區、善化區、山上區、新市區、安定區 |
| 高雄區   | 高雄配電調度中心 | 含高雄市鹽埕區、鼓山區、左營區、楠梓區、新興區、旗津區、前金區、橋頭區、梓官區、岡山區、路竹區、湖內區、阿蓮區、燕巢區、大社區、彌陀區、永安區、田寮區、茄萣區全部，三民區、苓雅區、前鎮區部分   |
| 鳳山區   | 鳳山配電調度中心 | 含高雄市鳳山區、旗山區、美濃區、林園區、大寮區、仁武區、鳥松區、大樹區、桃源區、內門區、杉林區、六龜區、甲仙區、那瑪夏區、小港區全部，苓雅區、三民區、前鎮區、茂林區部分                         |
| 屏東區   | 屏東配電調度中心 | 含屏東縣全部、高雄市茂林區部分 |
| 臺東區   | 臺東配電調度中心 | 含臺東縣全部 |
| 花蓮區   | 花蓮配電調度中心 | 含花蓮縣全部 |
| 宜蘭區   | 宜蘭配電調度中心 | 含宜蘭縣全部 |
| 澎湖區   | 無               | 含澎湖縣全部 |
| 金門區   | 無               | 含金門縣全部 |
| 馬祖區   | 無               | 含連江縣全部 |

## 歷任首長
| 任別   | 姓名   | 就職時間       | 卸任時間       |
| 董事長 | 董事長 | 董事長         | 董事長         |
| ------ | ------ | -------------- | -------------- |
| 1      | 陳宗熙 | 1946年5月      | 1947年10月     |
| 2      | 翁文灝 | 1947年10月     | 1948年9月      |
| 3      | 孫越琦 | 1948年9月      | 1949年10月     |
| 4      | 朱 謙  | 1949年10月     | 1950年5月      |
| 5      | 朱一成 | 1950年5月      | 1955年1月      |
| 6      | 楊家瑜 | 1955年2月      | 1976年5月      |
| 7      | 陳蘭皋 | 1976年5月      | 1985年9月      |
| 8      | 傅次韓 | 1985年9月23日  | 1988年9月18日  |
| 9      | 王昭明 | 1988年9月19日  | 1989年7月31日  |
| 10     | 張鍾潛 | 1989年8月1日   | 1997年7月10日  |
| 11     | 席時濟 | 1997年7月11日  | 2002年2月28日  |
| 12     | 林文淵 | 2002年3月1日   | 2002年5月17日  |
| 13     | 林能白 | 2002年5月17日  | 2004年7月26日  |
| 14     | 林清吉 | 2004年7月27日  | 2005年5月27日  |
| 15     | 黃營杉 | 2005年7月4日   | 2006年1月24日  |
| 16     | 陳貴明 | 2006年4月28日  | 2012年5月6日   |
| 17     | 黃重球 | 2012年5月15日  | 2016年8月5日   |
| 18     | 朱文成 | 2016年8月5日   | 2017年10月30日 |
| 19     | 楊偉甫 | 2017年10月30日 | 2022年3月3日   |
| 20     | 曾文生 | 2022年3月7日   | 現任           |
| 總經理 |        |                |                |
| 1      | 劉晉鈺 | 1947年1月      | 1950年5月      |
| 2      | 黃 煇  | 1950年5月      | 1962年4月      |
| 3      | 孫運璿 | 1962年4月      | 1964年8月      |
| 4      | 陳蘭皋 | 1964年8月      | 1976年5月      |
| 5      | 朱書麟 | 1976年5月      | 1985年9月      |
| 6      | 陳振華 | 1985年9月      | 1989年7月      |
| 7      | 張斯敏 | 1989年7月      | 1994年8月      |
| 8      | 席時濟 | 1994年8月      | 1997年7月      |
| 9      | 郭俊惠 | 1997年7月      | 2001年3月      |
| 10     | 林清吉 | 2001年3月      | 2004年7月      |
| 11     | 陳貴明 | 2004年8月      | 2006年4月      |
| 12     | 正義   | 2006年4月      | 2010年4月      |
| 13     | 李漢申 | 2010年5月      | 2013年5月2日   |
| 14     | 朱文成 | 2013年5月2日   | 2016年9月2日   |
| 15     | 鍾炳利 | 2016年9月2日   | 2022年3月3日   |
| 16     | 王耀庭 | 2022年3月7日   | 現任           |

## 争议与事件

### 停电事故
台湾电力公司在2015年以后因设备老化以及维护不当导致频繁出现停电事故引发地方政府以及民众批评。而被台灣民眾戲稱為台灣没電公司。

#### 部分停電事故列表
- 1999年7月29日，發生大停電，造成台南以北地區長達十二天限電，波及竹科多家廠商，造成數十億元損失。
- 1999年9月21日，大地震所導致的全台大停電，當時因南投縣中寮鄉中寮超高壓變電所震損、203號高壓輸電電塔倒塌，造成全大停電，包括核一、核二、協和、深澳、通霄、台中、林口以及台塑麥寮等電廠的機組全部跳機，彰化以北全部停電，當時共計有649萬戶無電可用。

- 2017年8月15日16時51分，台灣中油更換設備不慎，未先將電動閥門調為手動模式而直接施工，天然氣供氣管線的安全裝置偵測到異常而切斷天然氣供應2分鐘，導致全島最大天然氣電廠、佔全臺備轉容量10%的大潭發電廠1到6號機組全部跳脫，發電量瞬間缺少4,384MW（百萬瓦）；供電系統因而自動啟動代號81低頻電驛的安全保護措施，台灣各地皆傳出跳電與停電消息。
- 2021年5月13日14時37分，因高雄市路竹路北超高壓變電所匯流排故障，導致四部燃煤機組跳脫，瞬間220萬瓩電力跳脫，系統供電能力不足。臺灣電力公司於同日15時起，執行緊急分區C、D輪流停電。記者會中的國家衛生指揮中心中央流行疫情指揮中心也受到波及，約400萬戶因發電廠停機事故影響導致停電，也導致多起電梯受困案件；多處自來水加壓站電壓不足，導致許多地區停水或減壓供水，此次停電臺灣電力公司須賠償兩億新臺幣。
- 2021年5月17日，高雄興達電廠1號機因鍋爐燃燒管理系統模組故障，以致機組停機，電廠已於14時25分排除故障及測試完成，14時29分已點火重新升載併聯發電。20時10分因負載突升，供電能力不足，20時50分緊急執行C及D分區輪流停電[10]。

### 財務困境

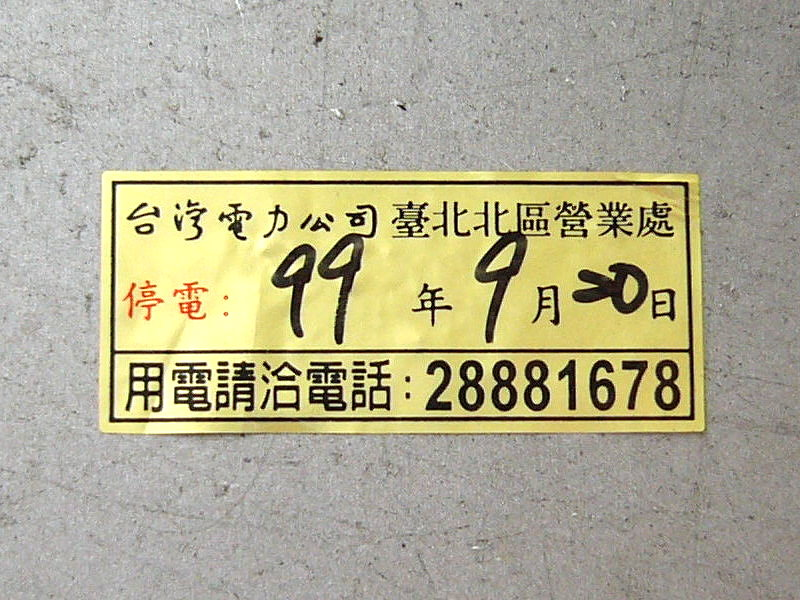
停電昭告標籤

2025年6月27日，台灣電力公司召開股東常會，表示截至2024年底，累積虧損已達4,229億元，負債比率為92.8%。8月6日根據TVBS新聞網報導，由於《強化國安韌性特別條例》三讀通過，台灣電力公司已無緣獲得千億元特別撥補資金，財務壓力持續加劇，累積虧損攀升至4,514億元，負債比率上升至93.9%。外界預期，為因應財務壓力，台灣電力公司可能於10月提出電價上調5%的調整方案。

## 運動代表隊
| 運動隊伍   | 所屬單位           |
| ---------- | ------------------ |
| 男子足球隊 | 興達發電廠         |
| 女子籃球隊 | 核能火力發電工程處 |
| 台電棒球隊 | 高雄區營業處       |
| 男子排球隊 | 屏東區營業處       |
| 女子排球隊 | 鳳山區營業處       |
| 女子羽球隊 | 輸變電工程處       |

## 外部連結
- （繁體中文）（英文）台灣電力公司（页面存档备份，存于）
  - （繁體中文）台灣電力公司電子帳單服務系統 （页面存档备份，存于）
- （繁體中文） 台灣公司資料 （页面存档备份，存于）
- 電力粉絲團的Facebook專頁
- YouTube上的台電影音網頻道